# Seraina Telli
Seraina Telli (* 17. April 1990 in Untersiggenthal, Aargau) ist eine Schweizer Sängerin, Komponistin und Multi-Instrumentalistin der Rock-, Hard-Rock-, Heavy-Metal- und Progressive-Rock-Musik.

## Biographie
Seraina Telli ist eine Schweizer Musikerin, die als Sängerin, Songwriterin und Multi-Instrumentalistin bekannt ist. Mit einer Vorliebe für Rockmusik und Heavy Metal entwickelte sie bereits in ihrer Kindheit ein großes Interesse an Musik. Nach ihrem Musikstudium an der Universität Freiburg in Deutschland begann sie ihre Karriere als Songwriterin und Recording Artist.
Von 2015 bis 2019 war Telli Frontfrau der Metalband Burning Witches und absolvierte erfolgreich Europatourneen mit der Band. Sie war Co-Songwriterin und Texterin der ersten beiden Studioalben sowie Mitbegründerin der Band.
Im Jahr 2019 verließ Telli die Burning Witches, um sich ganz ihrem Soloprojekt und ihrer Band Dead Venus zu widmen. Im Oktober 2022 veröffentlichte sie ihr Debütalbum Simple Talk (Metalville/Rough Trade) und erreichte damit Platz 2 der Schweizer Hitparade. Telli war auch auf erfolgreichen Europatourneen mit CoreLeoni im Herbst 2022 und ist mit The New Roses im Frühjahr 2023 zu sehen.
Tellis Markenzeichen ist ihre kraftvolle und sehr expressive Stimme, welche ihren „In Your Face Rock“-Stil, wie sie ihn selbst nennt, maßgeblich prägt. Darüber hinaus ist sie für ihre Vielseitigkeit als Musikerin bekannt und dafür, genreübergreifend neue Wege zu gehen.

## Diskografie
- 2024: Black ‘n’ White Sessions (Metalville)
- 2023 Addicted to Color
- 2021 Simple Talk

### Dead Venus
- 2019: Bird of Paradise (Selbstverlag)
- 2019: Flowers & Pain (Rockstar Publishing)

### Burning Witches
- 2017: Burning Witches (Non Stop Music Records)
- 2018: Burning Alive (Nuclear Blast)
- 2018: Hexenhammer (Nuclear Blast)